# 沃尔德玛·哈夫金
沃尔德玛·莫迪凯·沃尔夫·哈夫金（羅馬化：Volodymyr Mordekhai-Volf Khavkin；1860年3月15日—1930年10月26日），是一名犹太裔的法国微生物学家，因研发出了人类第一剂霍乱疫苗和第一剂鼠疫疫苗而闻名，拯救了成千上万人的生命。哈夫金任职于法国巴斯德研究院等机构，在疫苗研发过程中，他曾在自己身上进行疫苗人体试验。英国知名医师约瑟夫·李斯特男爵等人称他为“人类的救星（a saviour of humanity）”。

## 早年生活
沃尔德玛·哈夫金1860年3月15日出生于俄罗斯帝国的敖德萨（今乌克兰境内），他父亲亚伦·哈夫金来自是一个犹太商人家庭，而他的母亲在他很小的时候就去世了。
1883年，哈夫金毕业于敖德萨大学，他提交了动物学方面的毕业论文，并获得自然科学学位。毕业后，他曾在敖德萨动物学博物馆担任助手，还有权使用研究实验室。1888年，因为俄国境内的反犹太政策，他离开了俄国，并在瑞士日内瓦担任短暂教职后，动身前往法国巴黎的巴斯德研究院从事霍乱疫苗研发工作（后加入法国籍）。

## 职业生涯

### 疫苗工作
1885年，西班牙人Jaume Ferran i Clua曾首次为人类接种霍乱疫苗，但其结果不被科学界和同行所接受，甚至有人怀疑他的疫苗杀死的人多于拯救的人。
1892年7月18日，哈夫金在法国巴斯德研究院工作期间，在动物试验成功后转而在自己身上进行了首次人体试验，并向自己体内注射了低浓度的霍乱弧菌。他随后出现发烧，但几天内便完全恢复。此后，他又在三个俄国同事和其他志愿者身上进行了人体试验，获得了相似结果，进而确信他所研发的疫苗是可行的、可以进行更大规模的测试。1893年，全球第五次霍乱大流行期间，在获得“微生物学之父”路易·巴斯德的肯定后，哈夫金前往印度加尔各答地区开展大规模霍乱疫苗接种，并成功降低了霍乱发病率。直至1895年秋，他记录接种了约42,000人，但因为自己患上了疟疾而不得不返回英国修整。1896年3月，哈夫金重新回到加尔各答，再次接种了超过3万人。 
与此同时，第三次鼠疫大流行爆发，哈夫金受到印度孟买省省长邀请，前往协助控制当地的鼠疫疫情。他在当地一所医院内研发出了首支鼠疫疫苗。1897年1月10日，他在自己身上进行了人体试验（注射了10c.c.的疫苗剂量），在高烧后完全恢复。此后，他从当地一所已爆发鼠疫的监狱内招募了志愿者，并在进行了人体试验证明有效后，随即开始了大规模接种。哈夫金的疫苗此后被广为使用。1899年8月，孟买当地成立了“鼠疫研究实验室（Plague Research Laboratory）”，哈夫金任实验室主任。1904年，该实验室更名为“孟买细菌学实验室（Bombay Bacteriology Laboratory）”。

### 接种事故
1902年10月30日，在印度旁遮普邦的马尔科瓦尔（Mulkowal），19名接种过哈夫金鼠疫疫苗（53N瓶）的人一周后死于破伤风，但还有88名也接种（非53N瓶）的人则平安无事，此次事故被称为“马尔科瓦尔事故”或“马尔科瓦尔灾难”。所有证据都指向53N瓶受到致命污染。一个印度政府委员会（英属印度）调查后认为，为加快生产速度，哈夫金改变了疫苗的灭菌程序，使用了加热灭菌而非苯酚灭菌——尽管该加热方法已经在法国巴斯德研究所安全使用了两年，但英国人对此并不熟悉。1903年，该委员会认为，53N瓶一定是在哈夫金的实验室内被污染而导致了事故，哈夫金作为实验室主任被解雇、返回英国。

### 后续工作
1903年-1907年，马尔科瓦尔接种事故在英国国内、英属印度引发争论和问责，包括诺贝尔奖得主罗纳德·罗斯、李斯特男爵在内的一些教授认为委员会对哈夫金的指责不合理、有可能是受到他犹太人身份的影响。罗斯认为，破伤风梭菌进入53N瓶的时机不一定是在哈夫金的实验室内，也可能是在之后制造和装瓶过程中，亦可能是由于瓶盖松动或在开瓶期间受到污染。他认为委员会的决定会使得人们得不到有效的鼠疫疫苗接种，数千人可能因此丧命。
1907年11月，哈夫金最终被判定免责，并回到印度担任“加尔各答生物实验室（Calcutta Biological Laboratory）”主任，但依然被限制只能进行理论研究、不能从事试验。1907年-1914年间，哈夫金只发表了1篇研究论文，而他一生共发表了30篇论文。
1914年，哈夫金退休，并返回了法国布洛涅-比扬古。与此同时，1897年-1925年间，孟买的实验室寄出了约2600万剂哈夫金的鼠疫疫苗，将鼠疫死亡率降低了50%-85%，拯救了成千上万人的生命。

## 晚年生活
退休后，哈夫金回到法国并回归信仰（犹太教正统派），此后还成立了一个基金会以促进东欧地区犹太人的教育。1927年，他曾回到出生地敖德萨寻找亲人和朋友。他一生未婚，于1928年移居瑞士洛桑独自生活。1930年10月26日，哈夫金在瑞士逝世，享年70岁。

## 荣誉和纪念

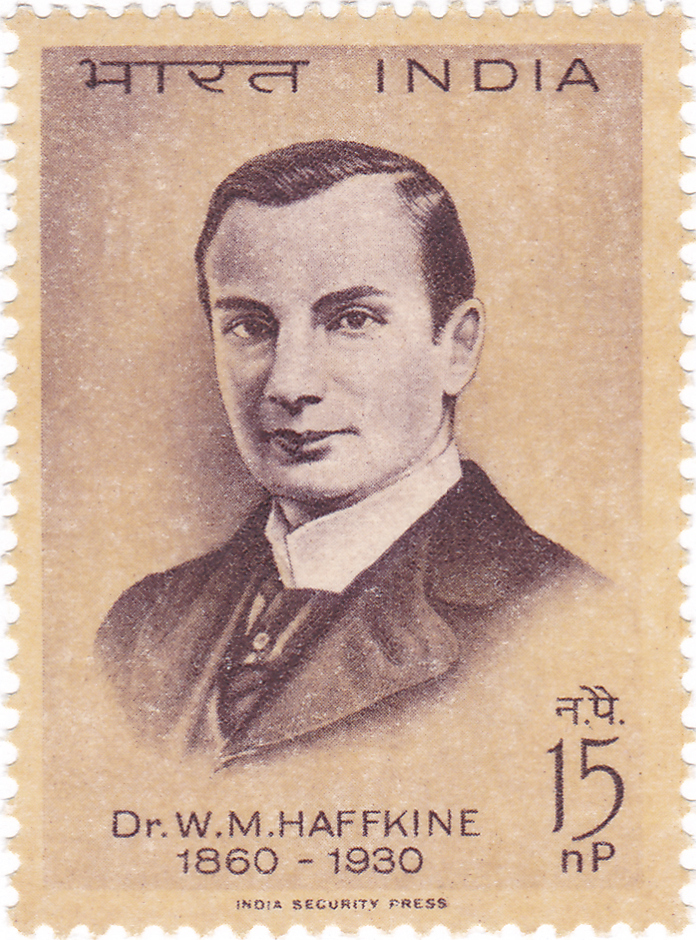
1964年印度发行的印有哈夫金头像的纪念邮票。

1897年，英国维多利亚女王授予哈夫金印度帝国勋章中的“三等勋章（Companion，CIE）”。
1925年，为纪念哈夫金的贡献，在各方努力下，印度的“孟买细菌学实验室（Bombay Bacteriology Laboratory）”最终更名为“哈夫金研究所”。对此，哈夫金回信称：“在孟买的工作占据了我一生中最美好的时光，我与之相关的一切都不言而喻。我祝愿作为国家卫生组织中一个活跃工作中心的研究所繁荣昌盛，并向全体员工送上祝福。”